# Ekstraklasa 2013-2014
L'Ekstraklasa 2013-2014, nota anche come T-Mobile Ekstraklasa 2013-2014 per ragioni di sponsorizzazione, fu l'88ª edizione della massima serie del campionato polacco di calcio, l'80ª edizione nel formato di campionato. La stagione iniziò il 19 luglio 2013 e si concluse il 1º giugno 2014. Il Legia Varsavia vinse il campionato per la decima volta nella sua storia, la seconda consecutiva. Capocannoniere del torneo fu Marcin Robak, attaccante del Pogoń Stettino con 22 reti realizzate.

## Stagione

### Novità
Dalla Ekstraklasa 2012-2013 vennero retrocessi in I liga il Ruch Chorzów e il GKS Bełchatów, mentre dalla I liga 2012-2013 vennero promossi lo Zawisza Bydgoszcz e il KS Cracovia, rispettivamente classificate al primo e al secondo posto. Subito dopo la fine della stagione precedente al Polonia Varsavia non venne rinnovata la licenza di partecipazione al campionato di Ekstraklasa per problemi finanziari, così che il Ruch Chorzów venne riammesso in massima serie.

### Formula
Il formato del campionato venne modificato, passando dalla tradizionale stagione regolare a uno svolgimento in due fasi: nella prima le sedici squadre partecipanti si affrontavano in un girone all'italiana con partite di andata e ritorno, per un totale di 30 giornate. Successivamente, le squadre venivano divise in due gruppi in base alla classifica: le prime otto formavano un nuovo girone e competevano per il titolo e la qualificazione alle competizioni europee; le ultime otto, invece, lottavano per non retrocedere in I liga. Nella seconda fase le squadre portavano metà dei punti conquistati nella prima fase. Al termine della competizione, nel girone per il titolo, la squadra prima classificata era campione di Polonia e si qualificava per il secondo turno della UEFA Champions League 2014-2015, mentre le squadre classificate al secondo e al terzo posto si qualificavano per il primo turno della UEFA Europa League 2014-2015, assieme alla vincitrice della Coppa di Polonia ammessa direttamente al secondo turno. Nel girone per la salvezza le ultime due classificate venivano retrocesse direttamente in I liga.

## Squadre partecipanti
| Club              | Stagione | Città         | Stadio                              | Stagione precedente      |
| ----------------- | -------- | ------------- | ----------------------------------- | ------------------------ |
| Górnik Zabrze     | dettagli | Zabrze        | Stadion im. Ernesta Pohla           | 5º posto in Ekstraklasa  |
| Jagiellonia       | dettagli | Białystok     | Stadion Miejski                     | 10º posto in Ekstraklasa |
| Korona Kielce     | dettagli | Kielce        | Stadion Miejski                     | 11º posto in Ekstraklasa |
| KS Cracovia       | dettagli | Cracovia      | Stadion Cracovii                    | 2º posto in I liga       |
| Lech Poznań       | dettagli | Poznań        | Stadion Miejski                     | 2º posto in Ekstraklasa  |
| Lechia Danzica    | dettagli | Danzica       | Stadion Energa Gdańsk               | 8º posto in Ekstraklasa  |
| Legia Varsavia    | dettagli | Varsavia      | Pepsi Arena                         | Campione di Polonia      |
| Piast Gliwice     | dettagli | Gliwice       | Stadion Piasta Gliwice              | 4º posto in Ekstraklasa  |
| Podbeskidzie      | dettagli | Bielsko-Biała | Stadion Miejski                     | 14º posto in Ekstraklasa |
| Pogoń Stettino    | dettagli | Stettino      | Stadion Miejski                     | 12º posto in Ekstraklasa |
| Ruch Chorzów      | dettagli | Chorzów       | Stadion Ruchu Chorzów               | 15º posto in Ekstraklasa |
| Śląsk Breslavia   | dettagli | Breslavia     | Stadion Miejski                     | 3º posto in Ekstraklasa  |
| Widzew Łódź       | dettagli | Łódź          | Stadion im. Ludwika Sobolewskiego   | 13º posto in Ekstraklasa |
| Wisła Cracovia    | dettagli | Cracovia      | Stadion Miejski                     | 7º posto in Ekstraklasa  |
| Zagłębie Lubin    | dettagli | Lubin         | Dialog Arena                        | 9º posto in Ekstraklasa  |
| Zawisza Bydgoszcz | dettagli | Bydgoszcz     | Stadion im. Zdzisława Krzyszkowiaka | 1º posto in I liga       |

## Prima fase

### Classifica finale
| Pos. | Squadra           | Pt | G  | V  | N  | P  | GF | GS | DR  |
| ---- | ----------------- | -- | -- | -- | -- | -- | -- | -- | --- |
| 1.   | Legia Varsavia    | 63 | 30 | 20 | 3  | 7  | 60 | 30 | +30 |
| 2.   | Lech Poznań       | 53 | 30 | 15 | 8  | 7  | 56 | 34 | +22 |
| 3.   | Ruch Chorzów      | 50 | 30 | 14 | 8  | 8  | 40 | 38 | +2  |
| 4.   | Pogoń Stettino    | 47 | 30 | 11 | 14 | 5  | 47 | 38 | +9  |
| 5.   | Wisła Cracovia    | 45 | 30 | 12 | 9  | 9  | 38 | 30 | +8  |
| 6.   | Zawisza Bydgoszcz | 42 | 30 | 11 | 9  | 10 | 43 | 37 | +6  |
| 7.   | Górnik Zabrze     | 42 | 30 | 11 | 9  | 10 | 42 | 46 | -4  |
| 8.   | Lechia Danzica    | 40 | 30 | 10 | 10 | 10 | 38 | 37 | +1  |
| 9.   | KS Cracovia       | 39 | 30 | 11 | 6  | 13 | 37 | 43 | -6  |
| 10.  | Jagiellonia       | 39 | 30 | 10 | 9  | 11 | 46 | 43 | +3  |
| 11.  | Korona Kielce     | 37 | 30 | 9  | 10 | 11 | 36 | 41 | -5  |
| 12.  | Śląsk Breslavia   | 34 | 30 | 7  | 13 | 10 | 38 | 40 | -2  |
| 13.  | Piast Gliwice     | 34 | 30 | 8  | 10 | 12 | 29 | 47 | -18 |
| 14.  | Podbeskidzie      | 31 | 30 | 6  | 13 | 11 | 27 | 39 | -12 |
| 15.  | Zagłębie Lubin    | 29 | 30 | 7  | 8  | 15 | 31 | 40 | -9  |
| 16.  | Widzew Łódź       | 22 | 30 | 5  | 7  | 18 | 26 | 51 | -25 |

Legenda:
      Ammessa al girone per il titolo.
      Ammessa al girone per la salvezza.
Note:
Tre punti a vittoria, uno a pareggio, zero a sconfitta.

### Risultati
|                   | Gór  | Jag  | Kor  | Cra  | LcP  | LcD  | Leg  | Pia  | Pod  | Pog  | Ruc  | Ślą  | Wid  | Wis  | Zag  | Zaw  |
| ----------------- | ---- | ---- | ---- | ---- | ---- | ---- | ---- | ---- | ---- | ---- | ---- | ---- | ---- | ---- | ---- | ---- |
| Górnik Zabrze     | –––– | 3-3  | 0-0  | 0-1  | 0-3  | 0-0  | 0-3  | 2-1  | 2-0  | 1-1  | 2-2  | 3-2  | 3-2  | 3-2  | 2-1  | 3-2  |
| Jagiellonia       | 0-1  | –––– | 1-1  | 1-2  | 2-0  | 0-1  | 2-3  | 1-1  | 2-2  | 2-3  | 6-0  | 3-1  | 1-0  | 5-2  | 1-0  | 1-1  |
| Korona Kielce     | 2-2  | 4-1  | –––– | 1-0  | 1-0  | 1-0  | 3-5  | 2-0  | 2-1  | 2-2  | 1-4  | 0-0  | 2-1  | 2-3  | 1-1  | 1-1  |
| KS Cracovia       | 2-0  | 1-0  | 1-2  | –––– | 1-6  | 2-1  | 0-1  | 2-3  | 4-2  | 0-1  | 2-1  | 0-1  | 1-1  | 1-1  | 2-0  | 0-2  |
| Lech Poznań       | 3-1  | 6-1  | 2-0  | 1-1  | –––– | 2-1  | 1-1  | 4-0  | 2-1  | 1-2  | 4-2  | 2-1  | 1-0  | 2-0  | 1-1  | 3-2  |
| Lechia Danzica    | 1-1  | 2-0  | 2-2  | 3-1  | 1-4  | –––– | 2-0  | 3-1  | 2-2  | 2-3  | 0-0  | 1-2  | 2-0  | 0-0  | 2-1  | 1-1  |
| Legia Varsavia    | 2-1  | 0-3  | 1-0  | 4-1  | 1-0  | 0-1  | –––– | 4-1  | 4-0  | 3-1  | 2-0  | 2-1  | 5-1  | 2-2  | 2-0  | 3-0  |
| Piast Gliwice     | 2-0  | 2-1  | 1-1  | 1-1  | 0-2  | 0-0  | 1-2  | –––– | 0-0  | 2-2  | 0-2  | 1-1  | 3-0  | 0-1  | 2-1  | 1-1  |
| Podbeskidzie      | 1-2  | 0-1  | 1-0  | 1-1  | 0-0  | 3-1  | 1-0  | 0-1  | –––– | 0-0  | 0-0  | 3-3  | 1-0  | 0-0  | 0-0  | 0-0  |
| Pogoń Stettino    | 1-4  | 1-1  | 3-2  | 0-0  | 5-1  | 1-1  | 0-3  | 4-0  | 2-1  | –––– | 3-1  | 2-2  | 1-0  | 0-0  | 1-1  | 1-1  |
| Ruch Chorzów      | 2-1  | 1-0  | 2-0  | 3-2  | 1-1  | 1-1  | 2-1  | 0-2  | 0-1  | 1-1  | –––– | 1-1  | 2-1  | 1-1  | 0-2  | 1-0  |
| Śląsk Wrocław     | 1-1  | 2-3  | 1-1  | 0-3  | 2-0  | 1-0  | 1-1  | 0-0  | 4-0  | 1-1  | 2-3  | –––– | 3-1  | 0-0  | 2-0  | 1-2  |
| Widzew Łódź       | 0-3  | 1-1  | 2-1  | 1-3  | 2-2  | 4-1  | 0-1  | 1-1  | 1-1  | 2-1  | 0-1  | 0-0  | –––– | 2-1  | 0-0  | 2-1  |
| Wisła Cracovia    | 0-0  | 1-1  | 1-0  | 3-1  | 2-0  | 3-0  | 1-0  | 3-0  | 0-1  | 2-1  | 0-1  | 3-0  | 3-0  | –––– | 1-0  | 0-1  |
| Zagłębie Lubin    | 3-0  | 1-1  | 2-0  | 0-1  | 0-0  | 1-3  | 1-3  | 0-2  | 3-2  | 0-2  | 1-2  | 2-2  | 3-1  | 3-1  | –––– | 3-1  |
| Zawisza Bydgoszcz | 3-1  | 0-1  | 0-1  | 2-0  | 2-2  | 0-3  | 3-1  | 6-0  | 2-2  | 1-1  | 0-3  | 1-0  | 2-0  | 3-1  | 2-0  | –––– |

## Girone per il titolo
I punti conquistati nella stagione regolare venivano dimezzati.

### Classifica finale
| Pos. | Squadra           | Pt | G  | V  | N  | P  | GF | GS | DR  |
| ---- | ----------------- | -- | -- | -- | -- | -- | -- | -- | --- |
| 1.   | Legia Varsavia    | 50 | 37 | 26 | 3  | 8  | 75 | 34 | +41 |
| 2.   | Lech Poznań       | 40 | 37 | 19 | 9  | 9  | 68 | 40 | +28 |
| 3.   | Ruch Chorzów      | 34 | 37 | 16 | 11 | 10 | 47 | 48 | -1  |
| 4.   | Lechia Danzica    | 32 | 37 | 13 | 13 | 11 | 46 | 41 | +5  |
| 5.   | Górnik Zabrze     | 31 | 37 | 14 | 10 | 13 | 53 | 57 | -4  |
| 6.   | Wisła Cracovia    | 31 | 37 | 14 | 11 | 12 | 51 | 46 | +5  |
| 7.   | Pogoń Stettino    | 27 | 37 | 11 | 17 | 9  | 50 | 50 | 0   |
| 8.   | Zawisza Bydgoszcz | 25 | 37 | 12 | 10 | 15 | 48 | 48 | 0   |

Legenda:
      Campione di Polonia e ammessa alla UEFA Champions League 2014-2015.
      Ammessa alla UEFA Europa League 2014-2015.
Punti portati dalla prima fase:
Górnik Zabrze: 21 punti
Lech Poznań: 27 punti
Lechia Danzica: 20 punti
Legia Varsavia: 32 punti
Pogoń Stettino: 24 punti
Ruch Chorzów: 25 punti
Wisla Cracovia: 23 punti
Zawisza Bydgoszcz: 21 punti
Note:
Tre punti a vittoria, uno a pareggio, zero a sconfitta.

### Risultati
|                   | Gór  | LcP  | LcD  | Leg  | Pog  | Ruc  | Wis   | Zaw   |
| ----------------- | ---- | ---- | ---- | ---- | ---- | ---- | ----- | ----- |
| Górnik Zabrze     | –––– |      | 0-2  | 2-3  |      | 2-0  |       |       |
| Lech Poznań       | 2-1  | –––– |      |      | 0-0  | 4-0  | 3-0   |       |
| Lechia Danzica    |      | 2-1  | –––– | 0-1  |      |      | 2-2   |       |
| Legia Varsavia    |      | 2-0  |      | –––– |      | 1-2  | 5-0   | 2-0   |
| Pogoń Stettino    | 2-2  |      | 0-2  | 0-1  | –––– |      |       | 1-2   |
| Ruch Chorzów      |      |      | 0-0  |      | 0-0  | –––– | 2-2   | 3-1   |
| Wisła Cracovia    | 2-3  |      |      |      | 5-0  |      | ––––- | 2-1   |
| Zawisza Bydgoszcz | 0-1  | 1-2  | 0-0  |      |      |      |       | ––––- |

## Girone per la salvezza
I punti conquistati nella stagione regolare venivano dimezzati.

### Classifica finale
|  | Pos. | Squadra         | Pt | G  | V  | N  | P  | GF | GS | DR  |
|  | ---- | --------------- | -- | -- | -- | -- | -- | -- | -- | --- |
|  | 9.   | Śląsk Breslavia | 34 | 37 | 12 | 15 | 10 | 49 | 41 | +8  |
|  | 10.  | Podbeskidzie    | 30 | 37 | 10 | 15 | 12 | 39 | 45 | -6  |
|  | 11.  | Jagiellonia     | 29 | 37 | 12 | 12 | 13 | 59 | 58 | +1  |
|  | 12.  | Piast Gliwice   | 28 | 37 | 11 | 12 | 14 | 43 | 56 | -13 |
|  | 13.  | Korona Kielce   | 26 | 37 | 10 | 14 | 13 | 47 | 56 | -9  |
|  | 14.  | KS Cracovia     | 25 | 37 | 12 | 8  | 17 | 43 | 56 | -13 |
|  | 15.  | Widzew Łódź     | 20 | 37 | 7  | 10 | 20 | 36 | 62 | -26 |
|  | 16.  | Zagłębie Lubin  | 17 | 37 | 7  | 10 | 20 | 35 | 51 | -16 |

Legenda:
      Retrocessa in I liga 2014-2015.
Punti portati dalla prima fase:
Jagiellonia: 20 punti
KS Cracovia: 20 punti
Korona Kielce: 19 punti
Piast Gliwice: 17 punti
Podbeskidzie: 16 punti
Sląsk Wrocław: 17 punti
Widzew Łódź: 11 punti
Zagłębie Lubin: 15 punti
Note:
Tre punti a vittoria, uno a pareggio, zero a sconfitta.

### Risultati
|                | Jag  | Cra  | Kor  | Pia  | Pod  | Ślą  | Wid   | Zag   |
| -------------- | ---- | ---- | ---- | ---- | ---- | ---- | ----- | ----- |
| Jagiellonia    | –––– |      | 4-4  | 4-3  |      | 0-3  |       | 1-0   |
| KS Cracovia    | 2-2  | –––– | 1-1  | 1-5  | 0-1  |      |       |       |
| Korona Kielce  |      |      | –––– | 0-1  | 3-2  | 1-5  | 2-2   |       |
| Piast Gliwice  |      |      |      | –––– | 2-2  | 0-0  |       | 2-0   |
| Podbeskidzie   | 2-1  |      |      |      | –––– |      | 3-0   | 2-0   |
| Śląsk Wrocław  |      | 1-0  |      |      | 0-0  | –––– | 1-0   | 1-0   |
| Widzew Łódź    | 1-1  | 2-0  |      | 2-1  |      |      | ––––- |       |
| Zagłębie Lubin |      | 1-2  | 0-0  |      |      |      | 3-3   | ––––- |

## Statistiche

### Classifica marcatori
Fonte: 90minut.pl
| Gol |  |  | Giocatore            | Squadra                                |
| --- |  |  | -------------------- | -------------------------------------- |
| 22  |  |  | Marcin Robak         | Piast Gliwice (1), Pogoń Stettino (21) |
| 21  |  |  | Marco Paixão         | Śląsk Breslavia                        |
| 20  |  |  | Łukasz Teodorczyk    | Lech Poznań                            |
| 17  |  |  | Paweł Brożek         | Wisła Cracovia                         |
| 15  |  |  | Dani Quintana        | Jagiellonia                            |
| 14  |  |  | Rubén Jurado         | Piast Gliwice                          |
| 14  |  |  | Miroslav Radović     | Legia Varsavia                         |
| 12  |  |  | Grzegorz Kuświk      | Ruch Chorzów                           |
| 12  |  |  | Eduards Višņakovs    | Widzew Łódź                            |
| 11  |  |  | Mateusz Zachara      | Górnik Zabrze                          |
| 10  |  |  | Vladimer Dvalishvili | Legia Varsavia                         |
| 10  |  |  | Łukasz Garguła       | Wisła Cracovia                         |
| 10  |  |  | Préjuce Nakoulma     | Górnik Zabrze                          |
| 10  |  |  | Filip Starzyński     | Ruch Chorzów                           |